# Ада (роман)
«Ада» (англ. Ada or Ardor: A Family Chronicle; варианты перевода — «Ада, или Отрада», «Ада, или радости страсти») — книга В. В. Набокова, написана в Швейцарии по-английски, но широко использует русский и французский. Жанр произведения — альтернативная история. Роман написан в разгар холодной войны и опубликован впервые в США в 1969 году издательством McGraw-Hill.

## Сюжет
В центре любовь Вана Вина и Ады Вин с 12 лет и до старости и являющаяся, по-видимому, инцестом, так как они брат и сестра, хоть и не официально. Ткань романа насыщена сложными перекрёстными и внешними ссылками.
Само действие происходит не на Земле, а на Анти-Терре (антиподе-аналоге Земли), где ходят слухи о существовании Терры. Все страны находятся не там, где на Земле («Терре»), а электричество запрещено, даже называть его следует: «алабырь». Телефон работает на воде, поэтому вместо «алло» говорят «к воде» (игра слов: во французском языке «allô!» и «à l'eau» звучат одинаково).
На планете руководят англоязычные нации: восточным полушарием — Британская империя, западным — некая Эстотия, синтез России и США. Правка к роману от самого автора говорит, что Эстотия сделана по легендам об Эстотии-Эстотиландии, где живут очень умные люди, а сама она находится на полуострове Лабрадор. Часть территории, в действительности принадлежавшей СССР, занята Золотой Ордой, которая отделена от остального мира «Золотым занавесом» (аллюзия к «железному занавесу»). Население Золотой Орды — татары, её союзник — Китай. Русско-англо-саксонский мир ведёт против неё т. н. «Вторую крымскую войну».
Ван Вин по бредням психов составляет роман о неведомой Земле, где есть фашизм, но нет Золотой орды. Это сочинение по сути является произведением того же жанра, что и сама «Ада» — альтернативной истории.
Собственно сюжет — длинная семейная сага, повествующая о жизни Вана и Ады Вин. «Запретная» любовь, возникшая буквально в детском возрасте, прошла красной нитью через всю жизнь. Тысячи причин — внешних и внутренних — препятствуют тому, чтобы брат и сестра смогли жить вместе и любить друг друга. И только к поздней старости Ван и Ада обретают друг друга.

## Пример сложной аллюзии в романе
Звучит песня «неповторимого гения»:
Nadezhda, then I shall be back, 

when the true batch outboys the riot.
Перевод почти лишён смысла, что-то вроде: Надежда, я вернусь, когда люди истинного сорта будут более многочисленны, чем бунтовщики. Но на самом деле, фонетически передаётся известный текст Булата Окуджавы:
true batch outboys the riot = трубач отбой сыграет.

## Влияние
- «Ардис» — название поместья, в котором прошло детство Ады Вин, — было использовано Карлом Проффером для названия своего издательства, где были впервые изданы по-русски многие англоязычные романы В. Набокова и переизданы не переиздававшиеся с довоенных времён русскоязычные произведения.
- Также название поместья, как и имя героини, позаимствовал Дэн Симмонс в романе «Илион».

## Русские переводы
В 1995 году русский перевод романа опубликовали под названием «Ада, или Страсть» Оксана Кириченко, Андрей Гиривенко, Александр Дранов (Киев, Атика; Кишинёв, Кони-Велис), годом позже под названием «Ада, или Радости страсти» вышел перевод Сергея Ильина (Москва: Ди-Дик). По мнению Алексея Зверева,

к тексту С. Ильина при желании можно придираться, разбирая его страница за страницей, чем наверняка займётся растущее племя отечественных набоковистов и набоковедов. Но всё-таки обсуждать можно лишь этот текст, потому что другая русская «Ада» оказалась даже не блёклым подобием, а просто дискредитацией книги в глазах читателя, наслышанного о неподражаемой стилистической виртуозности её автора.

Первый из этих переводов в дальнейшем был переработан и выходит под названием «Ада, или Эротиада» как переводческая работа одной Оксаны Кириченко.
В 2022 году вышел новый перевод «Ада, или Отрада», выполненный Андреем Бабиковым.

## Отзывы
Исследователь творчества Набокова и переводчик Андрей Бабиков сказал в интервью Gorky.Media:

Я довольно долго наивно полагал, что «Ада» — значительный, сложный, но неудачный и недостроенный роман Набокова. Помню, как спорил с [Стивеном] Блэквеллом, что композиция «Ады» с убывающими по длине пятью частями (как если бы пятая была самой маленькой матрешкой в ряду) непропорционально утяжеляет первую часть и разбивает книгу на две половины: часть первая и все прочее. Не находил я оправданными и темные места книги, недоговоренности, резкие переходы. Но постепенно пришел к мнению, что Стивен был прав в том, что структура книги и ее приемы призваны передать особенности работы механизма памяти и воспроизведения прошлого, при котором линейность и досказанность в ретроспективном обозрении всегда условны.